# Kurier (transport)

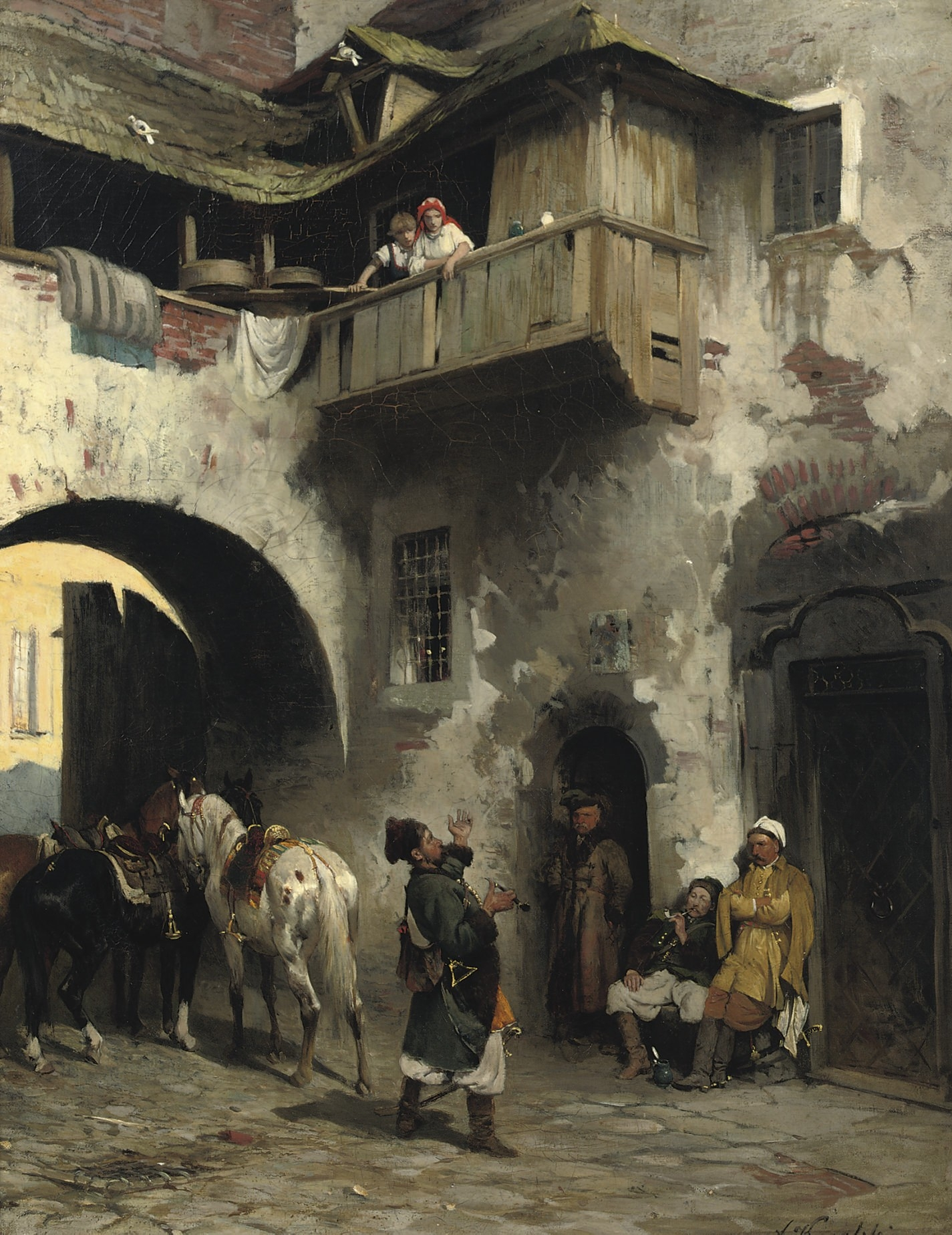
Alfred Kowalski, Posłaniec

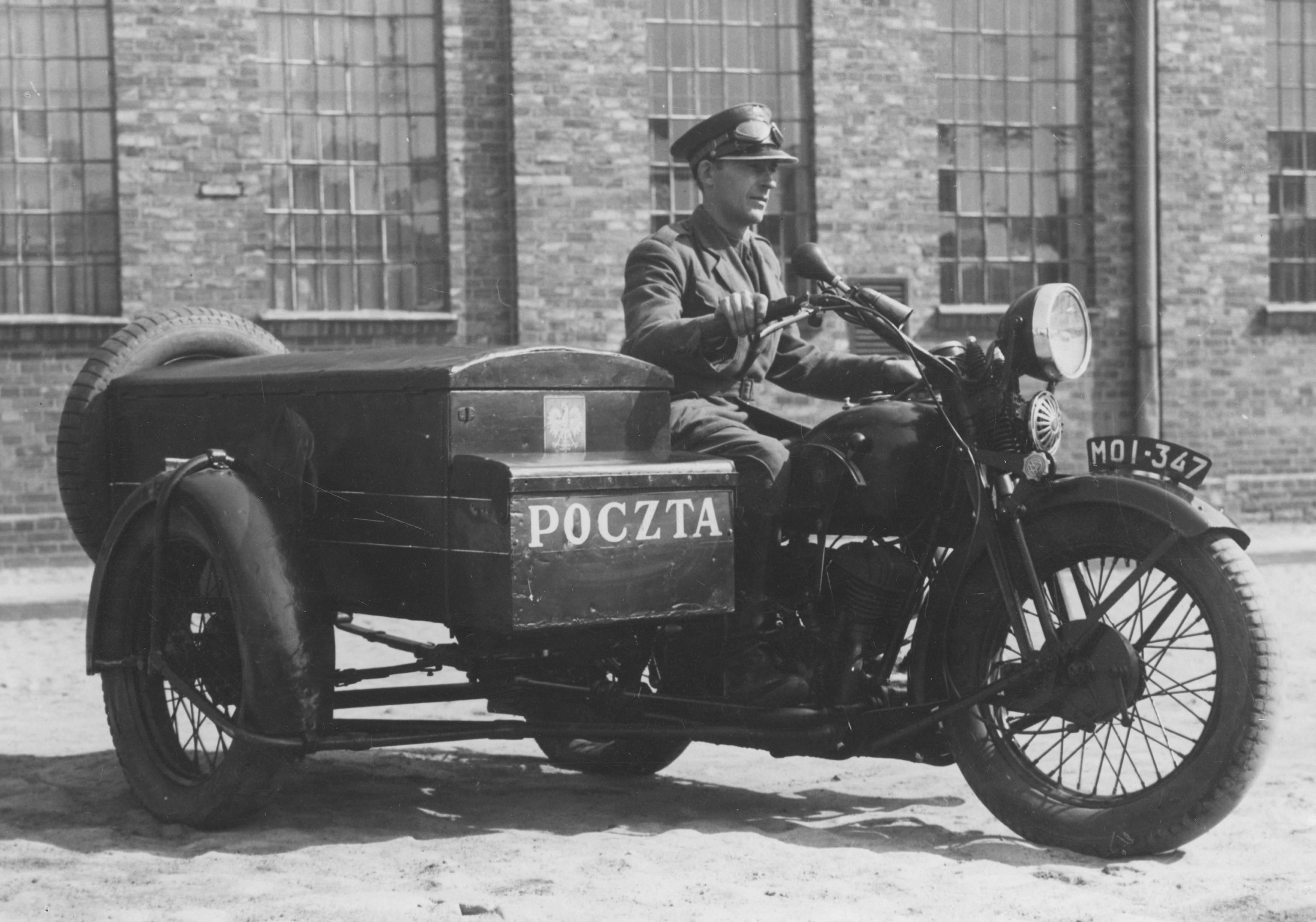
Kurier Poczty Polskiej, przed 1939

Kurier, inaczej posłaniec, goniec – osoba wyznaczona do szybkiego, niezwłocznego dostarczenia do wybranego celu różnych przesyłek, dokumentów, paczek itp. Jest to odpowiednik poczty i jej pracowników listonoszy.
Do 2003 roku praca kuriera była definiowana ustawą łączności z dnia 23 listopada 1990 roku. Po wejściu w życie nowej ustawy o prawie pocztowym z dnia 12 czerwca 2003 (zastąpionej ustawą z 23 listopada 2012) roku pojęcia „kurier” i „usługa kurierska” są traktowane wyłącznie jako wyrażenia o charakterze potocznym.
W dzisiejszych czasach popularne stały się tzw. przewozy kurierskie specjalizujące się w przewozie paczek, listów itp., stając się tym samym konkurencją na rynku dostarczycieli. W przewozie dokumentacji (poczty) dyplomatycznej uprawniony do tego jest kurier dyplomatyczny.
W odróżnieniu od pozytywnego kuriera, rozróżnia się kurierów działających w niezgodzie z prawem, na czyjeś zlecenie. Takimi są kurierzy przemycający nielegalny towar (np. narkotyki) lub ludzi przez granicę.
Swoje święto, Dzień Kuriera i Przewoźnika, kurierzy w Polsce obchodzą 29 września od 2004.